# Росляков, Геннадий Степанович
Геннадий Степанович Росляков (5 сентября 1931, Верховажье, Верховажский район — 3 апреля 2000, Москва) — советский и российский математик, доктор физико-математических наук, профессор МГУ.

## Биография
Родился в семье военнослужащего. Окончив среднюю школу в селе Нароб (1949), поступил в МГУ. На 1 курсе учился на физико-техническом факультете, на 2-5 курсах — на механико-математическом факультете, который окончил в 1954 году. В годы учёбы занимался под научным руководством профессора К. А. Семендяева на кафедре вычислительной математики. Однокурсниками были В. В. Белецкий, А. А. Боровков, А. Г. Витушкин, А. А. Гончар, Е. А. Девянин, У. А. Джолдасбеков, А. П. Ершов, А. М. Ильин, И. А. Кийко, В. Д. Клюшников, М. Л. Лидов, В. В. Лунёв, Р. А. Минлос, И. В. Новожилов, Н. А. Парусников, С. А. Шестериков.
Кандидат физико-математических наук (1964). Доктор физико-математических наук (1986), тема диссертации: «Численное исследование течений невязкого газа с разрывами».
Учёные звания: старший научный сотрудник (1971), доцент (1974), профессор (1989).
Член-корреспондент РАЕН (1996 год). Лауреат премии имени Н. Е. Жуковского (1963), лауреат Государственной премии СССР (1979). Награждён медалью РАЕН имени П. Капицы (1996), Почётным знаком Минвуза СССР, медалями «За доблестный труд. В ознаменование 100-летия со дня рождения В. И. Ленина» (1970), «Ветеран труда» (1984), бронзовой (1980) и серебряной (1985) медалями ВДНХ. Заслуженный деятель науки Российской Федерации (1993).
Являлся членом двух специализированных советов по защите диссертаций (в том числе одного докторского) в МГУ и членом специализированного совета в МАИ.
Работал в МГУ с 1954 года по 2000 год: старший лаборант механико-математического факультета (1954—1955); младший научный сотрудник, инженер, старший инженер (1955—1958), заведующий лабораторией численных методов механики ВЦ МГУ (1958—1972, 1978—1982), заместитель директора по научной работе НИВЦ МГУ (1972—1978); заведующий лабораторией вычислительных методов газодинамики факультета факультета вычислительной математики и кибернетики (ВМК МГУ, 1982—2000); профессор кафедры математической физики ВМК МГУ (1989—2000).
Научные интересы Рослякова были связаны с вычислительной математикой и математическим моделированием в аэродинамике. Им получены важные результаты по моделированию течений газа в соплах в целом, включая до-, транс- и сверхзвуковую области, в том числе с учётом нестационарных, пространственных эффектов и химических реакций, а также оценку их влияния на импульс сопла. Изучены структуры сверхзвуковых струй и их взаимодействие с преградами, установлен механизм автоколебательных режимов. Изучены взаимодействия догоняющих скачков уплотнения, проведена классификация возникающих при этом волновых структур, обнаружены новые типы нерегулярного взаимодействия, подтвержденные экспериментально. Росляковым проведены численные исследования явления взрыва в неоднородной атмосфере, в результате которых также установлены новые физические факты; проанализированы границы применимости различных приближенных теорий. Под его руководством разработаны средства автоматизации газодинамических расчётов.
Вёл преподавательскую деятельность (с 1954) сначала на механико-математическом факультете, а затем на факультете ВМК МГУ.
Подготовил 9 кандидатов наук. Автор более 100 научных работ.

## Из библиографии
Основные труды:
- Газовая динамика сопел / У. Г. Пирумов, Г. С. Росляков. — М. : Наука, 1990. — 364 с. : ил.; 22 см; ISBN 5-02-014013-9

### Учебные пособия
- «Численные методы в механике сплошных сред. Тексты лекций» (1968)[2]
- Точечный взрыв : Методы расчёта : Таблицы / Х. С. Кестенбойм, Г. С. Росляков, Л. А. Чудов ; АН СССР. Ин-т проблем механики. — Москва : Наука, 1974. — 255 с. : черт.; 26 см.
- Алгоритмы пакета прикладных программ по аэрогидродинамике / МГУ им. М. В. Ломоносова, ф-т ВМК; [Разработчики Росляков Г. С. и др.]. — М. : Изд-во МГУ, 1984. — 81 с. : ил.; 20 см.
- Численные методы газовой динамики : [учебное пособие для втузов] / У. Г. Пирумов, Г. С. Росляков. — Москва : Высш. шк., 1987. — 231,[1] с. : ил.; 22 см.
- История и методология прикладной математики : учеб. пособие / В. В. Русанов, Г. С. Росляков ; под общ. ред. В. В. Русанова ; науч. ред. А. В. Баев; Моск. гос. ун-т им. М. В. Ломоносова, Фак. вычислит. математики и кибернетики. — М. : Фак. вычислит. математики и кибернетики МГУ им. М. В. Ломоносова, 2004. — 240, [1] с. : ил.; 21 см; ISBN 5-89407-208-5

Редакторская деятельность
- Двухфазные течения в соплах / Г. И. Аверенкова, В. А. Волков, И. Э. Иванов и др.; Под ред. Г. С. Рослякова; МГУ им. М. В. Ломоносова, Фак. вычисл. математики и кибернетики. — М. : Изд-во МГУ, 1990. — 69 с. : граф.; 20 см.